# Marc Fumaroli
Marc Fumaroli (Marsiglia, 10 giugno 1932 – Parigi, 24 giugno 2020) è stato uno storico della letteratura francese, membro dell'Académie française dal 1995.

## Biografia
Fu titolare della cattedra di "Retorica e società in Europa fra il XVI e il XVII secolo" al Collège de France dal 1986 al 2002, diventando successivamente professore emerito. Divenne noto in particolare per aver ripreso gli studi sulla retorica nel mondo universitario francese.
Fumaroli, che fece parte del Comitato sul pensiero sociale dell'Università di Chicago, ricevette nel 2001 il Premio Balzan. Nel 2009 fu insignito del titolo di duca di Houyhnhnms dal sovrano del Regno di Redonda.

## Opere tradotte in italiano
- L'Âge de l'éloquence, 1980 (L' età dell'eloquenza: retorica e res literaria dal Rinascimento alle soglie dell'epoca classica, trad. di Emma Bas, Margherita Botto, Graziella Cillario, Adelphi, Milano, 2002)
- Héros et Orateurs, 1990 (Eroi e oratori. Retorica e dramaturgia secentesche, trad. di Lina Zecchi, Il mulino, Bologna, 1990)
- L'État culturel, essai sur une religion moderne, 1991 (Lo Stato culturale: una religione moderna, trad. di Rita de Letteriis, Adelphi, Milano, 1993)
- Trois institutions littéraires, 1994 (Il salotto, l'accademia, la lingua: tre istituzioni letterarie, trad. di Margherita Botto, Adelphi, Milano, 2001)
- L'École du silence, 1999 (La scuola del silenzio: il senso delle immagini nel 17º secolo, trad. di Margherita Botto, Adelphi, Milano, 1995)
- La Querelle des Anciens et des Modernes, 2000 (Le api e i ragni. La disputa degli Antichi e dei Moderni, trad. di Graziella Cillario, Massimo Scotti,  Adelphi, Milano, 2005)
- Chateaubriand. Poésie et Terreur, 2004 (Chateaubriand: poesia e terrore, trad. di Graziella Cillario,  Adelphi, Milano, 2009)
- La Mythologie gréco-latine à travers 100 chefs-d'oeuvres de la peinture, 2004 (La mitologia nei capolavori della pittura, trad. di Maria Rita Mangiarotti, Piemme, Casale Monferrato, 2005)
- Paris-New York et retour, 2009 (Parigi-New York e ritorno: viaggio nelle arti e nelle immagini. Diario 2007-2008, trad. di Graziella Cillario, Adelphi, Milano, 2011)
- La République des Lettres, 2015 (La Repubblica delle Lettere, trad. di Laura Frausin Guarino, Adelphi, Milano, 2018)